# Condado de Monroe (Mississippi)
O Condado de Monroe é um dos 82 condados do estado norte-americano do Mississippi. A sua sede de condado é Aberdeen, e a sua maior cidade é Amory.
O condado tem uma área de 1999 km² (dos quais 21 km² estão cobertos por água), uma população de 36 989 habitantes, e uma densidade populacional de 18,7 hab/km² (segundo o censo nacional de 2010). O condado foi fundado em 1821 e o seu nome é uma homenagem a James Monroe (1758–1831), presidente dos Estados Unidos entre 1817 e 1825.